# ブルンジの図書館
本項ではブルンジの図書館（ブルンジのとしょかん）について扱う。
ブルンジにはいくつかの図書館が設置されている。国立図書館（文書館を兼ねる）があるほか、政府機関や大学にも図書館が置かれている。国際連合によると、2014年の成人ブルンジ人の識字率は約61％であった。 

## 国立図書館
ブルンジ国立図書館（ぶるんじこくりつとしょかん、フランス語: Bibliothèque nationale du Burundi）は、ブジュンブラにあるブルンジの国立図書館である。文化・青年・スポーツ省が省令第670/1358を公布し、1989年9月20日に設立された。国立図書館員はMarie Bernadette Ntahorwamiyeが務めている。 
本館は、図書館と文書館の両方の機能を持っている。1990年代初頭には、職員と資金が不足していたため、コレクションが専門的に組織されておらず、図書館には本とカード目録と閲覧室があるだけであった。 

## 大学のコレクション
ブルンジ大学図書館は1981年に開館し、1985年に正式に献納された。1990年代初頭には約150,000冊の本を収蔵していた。また、同時点での高等軍事機関 (higher military institute) の蔵書冊数は4600冊であった。大学図書館は、各学年度の初めに学生を対象とした図書館ツアーと利用指導を実施している。ブルンジ大学図書館学部では、図書館司書志望者向けの2年間のコースを提供している。

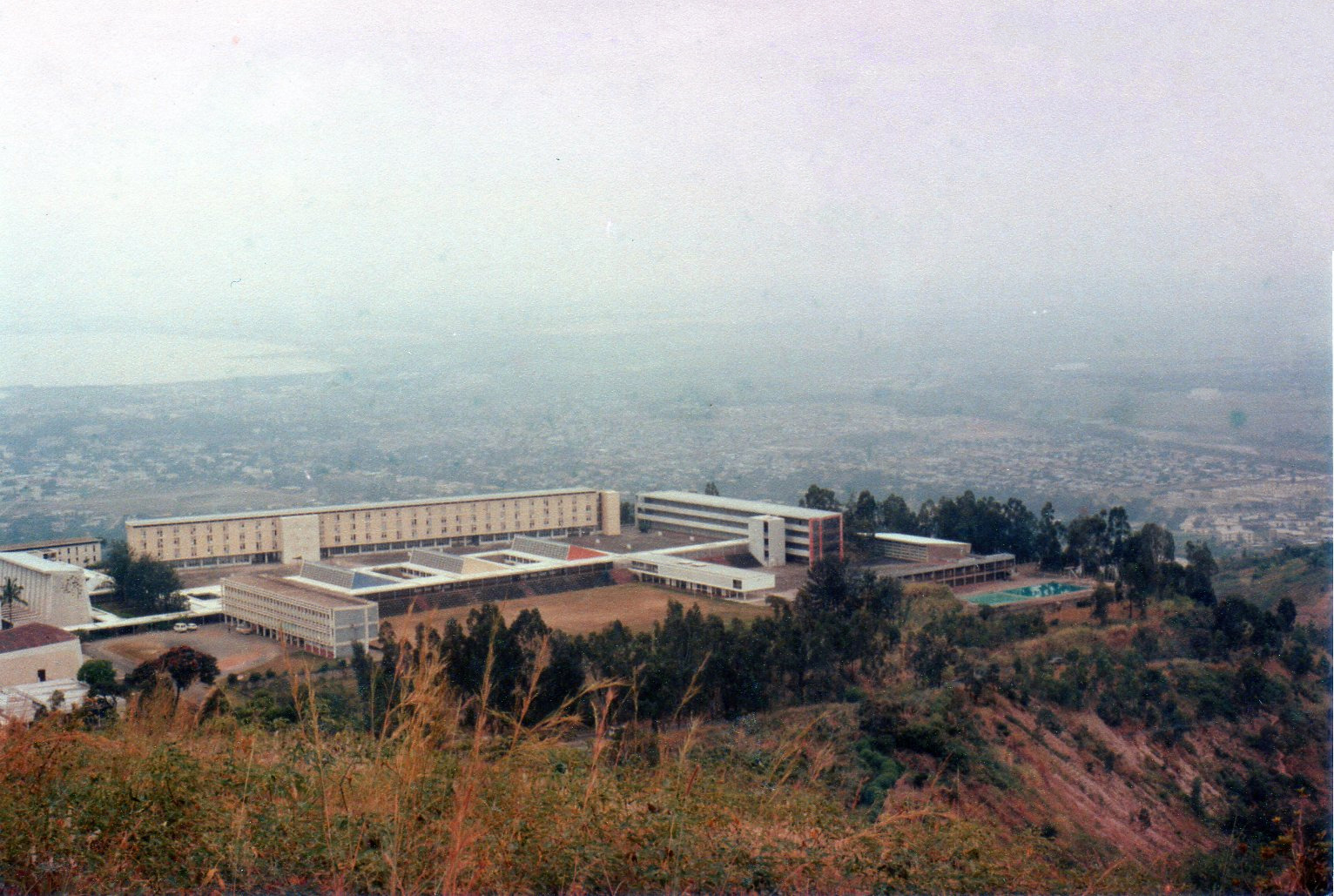
ブルンジ大学

ギテガ農業研究所にもコレクションが存在する。 

## 政府のコレクション
政府のコレクションとして、計画省の国立統計資料センター (National Center for Statistical Documentation) 、農業省農業支援図書館 (Library of Agronomic Services)、教育省の科学研究部門図書館、行政省の生涯学習センターが存在する。 

## 参照資料
1. ↑  “Adult literacy rate, population 15+ years (both sexes, female, male)”. UIS.Stat.  UNESCO Institute for Statistics. 2017年8月25日閲覧。
2. ↑  “History”.   National Library of Burundi. 2016年10月20日閲覧。
3. ↑  “Bibliotheque Nationale du Burundi”.   nlsahopta.nlsa.ac.za. 2016年10月20日閲覧。
4. 1 2 3  Wedgeworth, Robert (January 1993). World Encyclopedia of Library and Information Services. American Library Association. p. 157. ISBN 978-0-8389-0609-5

## 書誌
- J.B. Cuypers (1969) (フランス語), Burundi: Musée national; annexes: Bibliothèque nationale, Archives nationales, Unesco, OCLC 36184294
- Marcel Lajeunesse, ed (2008). “Burundi” (フランス語). Les Bibliothèques nationales de la francophonie (3rd ed.). Bibliothèque et Archives nationales du Québec. p. 22. OCLC 401164333. "Bibliothèque nationale du Burundi"